# نیو کارلیل، کبک
نیو کارلیل (به فرانسوی: New Carlisle) شهری در منطقه شهری بونوانتور ناحیه گاسپزی-ایل-دو-لا-مادلن در استان کبک کانادا است. در سرشماری سال ۲۰۱۱ این شهر ۱٬۳۷۰ نفر جمعیت داشته‌است و مساحت آن ۶۶٫۱۲ کیلومتر مربع است.